# Echinocyamus pusillus
Echinocyamus pusillus (лат.) — вид морских ежей семейства Fibulariidae. Обитает в северо-восточной части Атлантического океана и Средиземном море. Он зарывается в гравий или крупный песок на глубине до 1250 м.

## Внешний вид

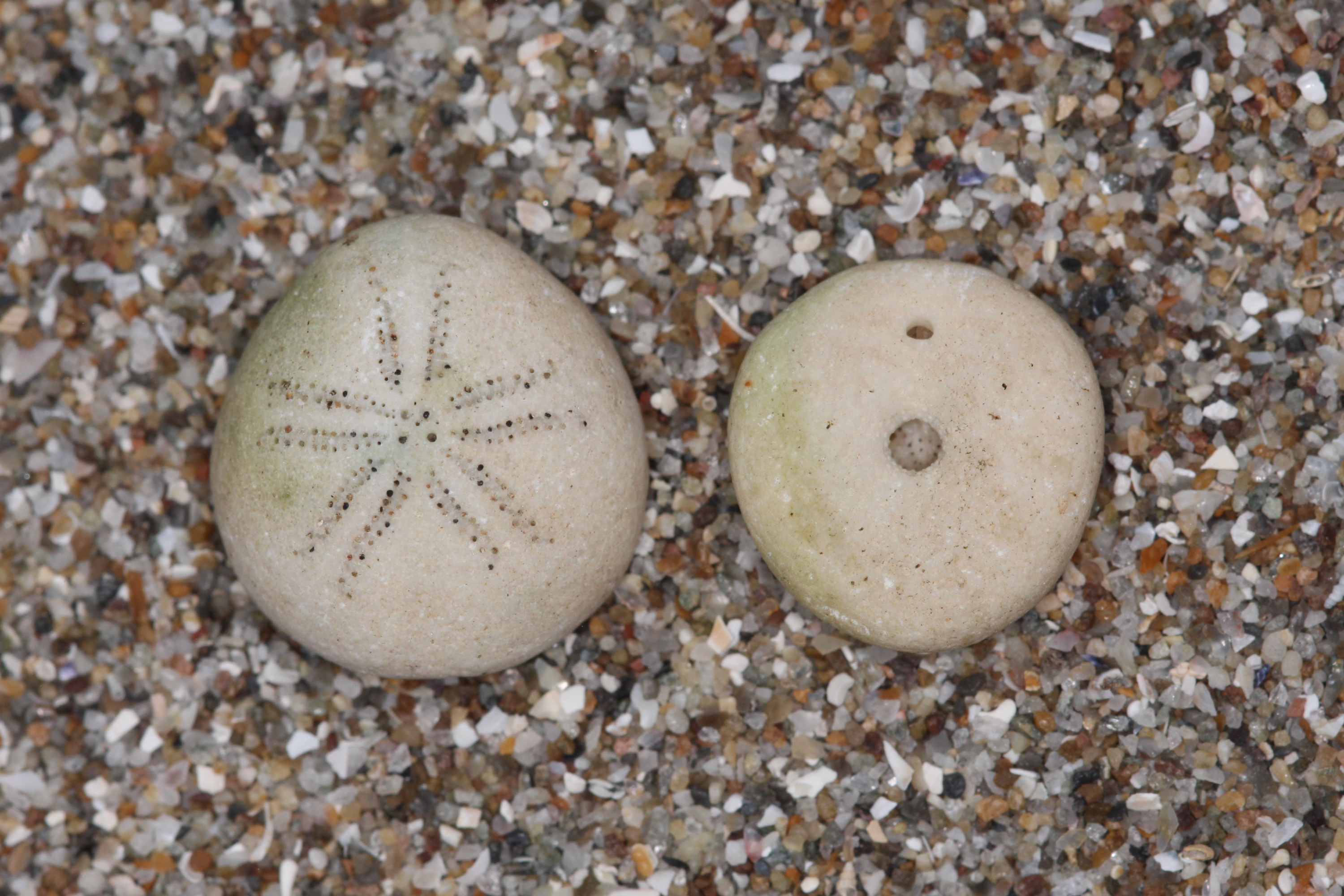
Аборальный (слева) и оральный (справа) вид E. pusillus

Echinocyamus pusillus — небольшой морской ёж с уплощённым овальным телом длиной до 15 мм. Передний конец слегка заострён. Аборальная (верхняя) поверхность выпуклая, а оральная (нижняя) — плоская. Амбулакральные пластинки расширяются и образуют на аборальной поверхности узор, похожий на лепестки, и именно через каждую из этих областей выступают от шести до девяти пар трубчатых ножек. Вся раковина покрыта короткими густыми шипами, что придает живому животному мохнатый вид; шипы присутствуют двух типов: относительно длинные, остроконечные и более короткие с зазубренными кончиками. Рот находится в центре оральной поверхности, анус также находится на оральной поверхности, но дальше назад. Цвет этого морского ежа зеленоватый или желтовато-серый, при повреждении он становится ярко-зелёным.

## Распространение и местообитание
Этот вид широко распространён в северо-восточной части Атлантического океана. Его ареал простирается от Исландии, Норвегии и Дании на юг до Азорских островов, мыса Буждур в Западной Сахаре и Средиземного моря. Распространён в Северном море и вдоль побережья Великобритании. Встречается на глубинах от нижней сублиторали до примерно 1250 м. Предпочитает гравий и крупный песок, которые обеспечивают ему подходящие местообитания, в которых этот морской ёж может зарываться.

## Экология
Животное использует свои шипы покрытые тонкими, похожими на волоски ресничками для рытья или ползания по дну, пока оно ищет себе пищу. Питается детритом, фораминиферами, диатомовыми водорослями и другими съедобными частицами, перемещая их с помощью своих трубчатых ножек ко рту, где они измельчаются его челюстями, а органические вещества отделяются от осадка. Echinocyamus pusillus часто можно встретить вместе с такими морскими ежами, как Spatangus purpureus и Psammechinus miliaris, морской звездой Красный астериас (Asterias rubens) и офиурой Ophiura albida.